# الأسرة المصرية الثامنة والعشرون
الأسرة الثامنة والعشرون هي السلالة الثالثة من العصر المصري القديم المتأخر. استمرت الأسرة الثامنة والعشرون من 404 قبل الميلاد إلى 398 قبل الميلاد ، وهي تضم فرعونًا واحدًا هو أميرتايوس (أمنيرديس) ، والمعروف أيضًا باسم بسمتيك الخامس أو بسماتيكوس الخامس. الذي يعرف بأنه شن تمردًا في 465-463 قبل الميلاد مع الحاكم المصري إيناروس، ضد حكم الأخمينيين لمصر.

## ملوك الأسرة الثامنة والعشرون
| الرقم | الاسم     | تعليق | مدة الحكم           |
| ----- | --------- | --- | ------------------- |
| 1     | أميرتايوس | هزمه خليفته نفريتس الأول في معركة مفتوحة وأُعدم في ممفيس وهو حدث تشير البردية الآرامية بروكلين 13 إلى وقوعه في أكتوبر سنة 399 قبل الميلاد. | 404–398 قبل الميلاد |